# Lyman Briggs
Lyman James Briggs (7. května 1874, Assyria, Michigan, USA – 25. března 1963, Washington, D.C.) byl americký fyzik a pedolog. 
V letech 1933 až 1945 byl ředitelem amerického Úřadu pro normalizaci. Předsedal i tajnému Uranovému výboru, který později přerostl do Projektu Manhattan a do zkonstruování atomových zbraní.

## Život
Lyman Briggs ukončil studium fyziky v roce 1895 na Univerzitě v Michiganu. Na podzim v roce 1895 nastoupil na doktorandské studium fyziky na Univerzitu Johna Hopkinse. Jeho prvním zaměstnáním bylo místo na Úřadu půd při Ministerstvu zemědělství USA. Při svých výzkumech se zaměřoval na retenci vody v půdě a stal se jedním ze spoluzakladatelů nového vědního oboru, půdní fyziky.
V roce 1917 byl na základě mobilizace probíhající z důvodu první světové války zaměstnán v Ústavu pro normalizaci při ministerstvu obchodu. V roce 1933 se stal v pořadí třetím ředitelem ústavu a v říjnu roku 1939 ho prezident Franklin D. Roosevelt požádal, aby vytvořil tajný Uranový výbor. Úkolem Uranového výboru bylo zjistit, zda je možné získat energii ze štěpení uranu. Až do roku 1941 probíhaly výzkumy pod záštitou Úřadu pro normalizaci, kde byly zkoumány zejména metody separace a čištění izotopů uranu.
Lyman Briggs zemřel ve věku 88 let.